# Robert Baratheon
Robert Baratheon är en karaktär i bokserien Sagan om is och eld av George R. R. Martin och TV-serien Game of Thrones, som baseras på böckerna. Han spelas av Mark Addy.
Robert är kung över Westeros och sitter på den åtråvärda järntronen sen 15 år tillbaka. Han tog över makten från Targaryen-släkten i och med ett stort krig känt som Robert's Rebellion. Robert är en frånvarande far till sina tre barn, alkoholiserad och pratar ständigt om sina gamla bravader i krig, en tid som han tycks vilja tillbaka till. Han hålls med horor och dricker ständigt. Robert har mörkt hår och var lång, stark och stilig i sin ungdom. Flera års frosseri och festande har dock gjort honom överviktig och slö. Han är gift med Cersei Lannister. Det är ett politiskt giftermål och de två känner ingen kärlek för varandra. En av Roberts äldsta och bästa vänner är Ned Stark, som han dock inte träffat på flera år när serien börjar. Robert känner stark avsky inför Targaryen-släkten och de hemska saker som de gjorde när de satt vid makten. Den dåvarande kronprinsen, Rhaegar Targaryen, rövade bort Lyanna Stark, Neds syster och Roberts trolovade. Det var denna händelse som slutligen utlöste det krig som slutade med att Robert tog över makten från Aerys II, Rhaegars far.